# Alessandro Sturba
Alessandro Sturba (Roma, 23 febbraio 1972) è un allenatore di calcio ed ex calciatore italiano, di ruolo centrocampista.

## Carriera

### Giocatore
Dal 1991 al 1992 e poi dal 1993 al 1994 gioca per il Verona, in Serie A e in Serie B. Nel 1993 gioca alla Carrarese, in Serie C1 e dal 1993 al 1997 veste le maglie di Siena, Crevalcore, Massese e Fidelis Andria. Con quest'ultima squadra ottiene la promozione in Serie B, dove gioca 32 partite segnando 4 gol. La stagione successiva torna in Serie C1 con Siena e Livorno. Dal 2000 al 2004 gioca in Serie B con Cittadella, Venezia, Salernitana e Catania. Nel 2005 passa al Teramo e poi alla Lucchese, dove nel 2006 chiude la carriera.

### Allenatore
Dopo una stagione sulla panchina della Juniores dell'Uzzanese, nella stagione 2010-2011 ha allenato il Villafranca Veronese in Serie D; nel 2012 è stato osservatore del Pescara in Uruguay , nella stagione 2013-2014 ha allenato il Montecatini in Promozione, ottenendo un terzo posto in classifica. Nel 2017 è  supervisore dei Giovani via Nova , dal 2022 allena gli allievi del Montecatini Murialdo  , con cui conquista nel 2023 il campionato provinciale. Nel 2024 allena i Giovani via Nova

## Palmarès

### Giocatore

#### Competizioni nazionali
- Campionato italiano di Serie C1: 1

Fidelis Andria: 1996-1997

### Allenatore

#### Competizioni regionali
- Eccellenza: 1

Montecatini: 2014-2015